# De guerre lasse (film, 2014)
Pour plus de détails, voir Fiche technique et Distribution.
De guerre lasse est un film dramatique français écrit et réalisé par Olivier Panchot, sorti en 2014.

## Synopsis
Alex (Jalil Lespert), après quatre années à la Légion étrangère, revient à Marseille. Son passé le rattrape très vite, sous la forme de son ami Rachid et des diverses bandes organisées qui contrôlent la ville.

## Fiche technique
- Titre original : De guerre lasse
- Réalisation : Olivier Panchot
- Scénario : Olivier Panchot et Cédric Anger
- Décors : Mathieu Menut
- Costumes : Emmanuelle Pertus
- Photographie : Thomas Hardmeier
- Montage : Barbara Bascou
- Musique : Éric Neveux
- Production : Denis Carot et Marie Masmonteil
- Société de production : Elzévir Films ; SND Groupe M6 (coproduction) ; Cofinova 11 (association)
- Distribution : SND
- Pays d'origine :  France
- Langue originale : français
- Genre : drame
- Durée : 94 minutes
- Dates de sortie :
  -  France : 7 mai 2014

## Distribution
- Jalil Lespert : Alex, ex-légionnaire
- Tchéky Karyo : Armand, père d'Alex, ex-caïd de Marseille, gérant d'un bowling
- Hiam Abbass : Raïssa, compagne d'Armand
- Mhamed Arezki : Rachid, fils de Raïssa, agent immobilier, trafiquant de drogues
- Sabrina Ouazani : Katia, fille de Raïssa, sœur jumelle de Rachid, avocate, ex-amoureuse d'Alex
- Jean-Marie Winling : Titoune, ex-employé d'Armand
- Olivier Rabourdin : Marchiani, Caïd corse qui a évincé Armand
- Abraham Belaga : Fabrice
- Dimitri Storoge : Mateo
- Fayçal Safi : Ahmed
- Jean-Michel Correia : Barouhane
- Alex Martin : l'homme de main